# Vojskovanje
Vojskovanje (tudi bojevanje, boj) je vojaški postopek, pri katerem hočemo z uporabo sile (gole (moč telesa) ali oborožene) doseči prevlado nad nasprotnikom.

## Delitev
- bojevanje
- vojaška taktika
- vojaška strategija
- vojaška operacija